# Huguet de Totzó
Huguet de Totzó, o Hugo de Totzó, (Rosselló, siglos XIII-XIV), noble y almirante rosellonés del reino de Mallorca activo durante el reinado de Sancho I de Mallorca, la regencia de Felipe de Mallorca y el reinado de Jaime III de Mallorca.
El año 1315 era lugarteniente de Sancho de Mallorca en el Rosellón, participando ese año en la ceremonia de reconocimiento del futuro Jaime III, cuando siendo un bebé fue llevado de Messina a Perpiñán por Ramón Muntaner.
El 1323 comandó la flota mallorquina, conformada por veinte galeras y otras embarcaciones menores, con la que Sancho de Mallorca participó en la conquista de Cerdeña. La flota partió del Rosellón hacia Portcendrós donde se unió a la flota catalana y de ahí se dirigió a Mahón donde se agrupó con el grupo procedente de Valencia, ya reunida todo el ejército se dirigieron a Cerdeña donde su primera acción armada fue el sitio de Iglesias, pero regresó por enfermedad, siendo enviado en su lugar, con refuerzos, Guillem Alomar.
Ejerció el cargo de almirante del Reino de Mallorca, al menos hasta 1330. Aparece citado por última vez  en 1339 participando en el tratado de paz y comercio entre Jaime III  y el sultán benimerín, Abu al-Hasan ben Uthmán.